# Clube Desportivo Paço de Arcos
El Clube Desportivo Paço de Arcos és un equip d'hoquei patins de la població de Paço de Arcos, Oeiras (Portugal) que participa en la primera divisió de la Lliga portuguesa d'hoquei sobre patins. El seu primer títol de Lliga l'aconsegueix l'any 1943 i entre el 1944 i el 1948 aconseguí guanyar 5 campionats portuguesos de forma consecutiva. Posteriorment en guanyaria dues més els anys 1953 i 1955.
L'any 2000 guanyà la Copa de la CERS al derrotar el CP Voltregà a la final. Prèviament, havia perdut la final de 1988 enfront del HC Amatori Vercelli italià i la de 1998 enfront al CE Noia.

## Palmarès
- 1 Copa de la CERS: 2000
- 8 Lligues de Portugal: 1942, 1944, 1945, 1946, 1947, 1948, 1953 i 1955.